# Kefaloniá
Kefaloniá (korábban Kefalónia, görög írással Κεφαλονιά vagy Κεφαλλονιά) a Jón-szigetek legnagyobb tagja Görögország nyugati részén.
Területe 781 km², lakossága 35 800 fő (2011), népsűrűsége kb. 50 fő/km². Székhelye Argosztóli.
Magas hegyláncok, tágas öblök, zöld, buján tenyésző vegetáció jellemzi a szigetet.
Az Odüsszeia a homéroszi hagyomány szerint Szamé néven említi.

## Éghajlat

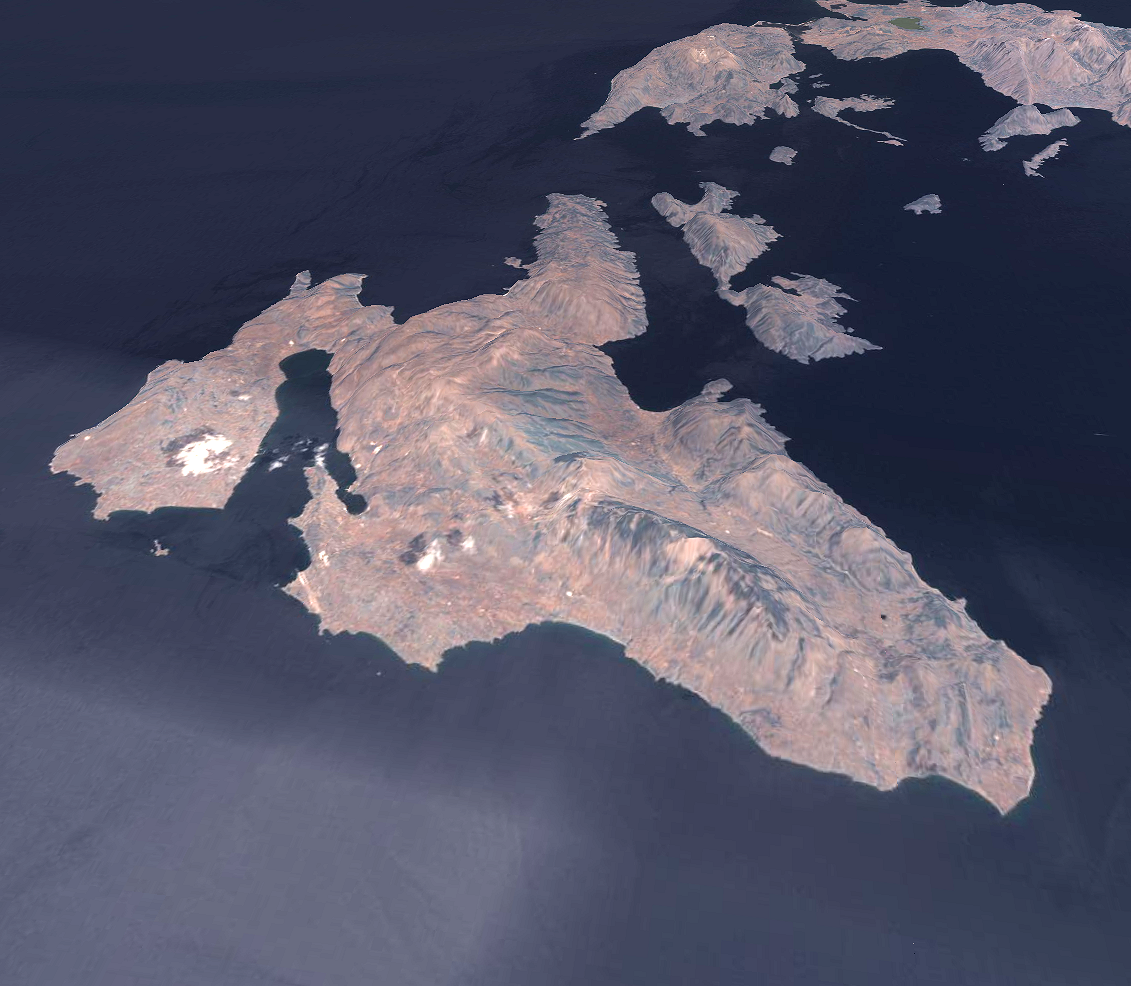
A sziget műholdképe

Kefalóniára meleg, napsütéses nyarak és enyhe, esős telek jellemzőek.
Az éves átlagos csapadékmennyiség Argosztóliban 780 mm körüli, melynek zöme októbertől áprilisig hull le. A nyári hónapokban általában igen kevés vagy egyáltalán nincs csapadék.
| Hónap                         | Jan. | Feb. | Már. | Ápr. | Máj. | Jún. | Júl. | Aug. | Szep. | Okt. | Nov. | Dec. | Év   |
| ----------------------------- | ---- | ---- | ---- | ---- | ---- | ---- | ---- | ---- | ----- | ---- | ---- | ---- | ---- |
| Átlagos max. hőmérséklet (°C) | 14,3 | 14,1 | 15,7 | 18,5 | 22,9 | 27,0 | 29,5 | 29,9 | 26,9  | 23,5 | 19,0 | 15,5 | 21,4 |
| Átlagos min. hőmérséklet (°C) | 8,3  | 8,0  | 9,0  | 11,2 | 14,5 | 18,2 | 20,6 | 21,6 | 19,1  | 16,3 | 12,8 | 9,7  | 14,1 |
| Átl. csapadékmennyiség (mm)   | 93   | 100  | 67   | 50   | 20   | 11   | 1    | 6    | 31    | 95   | 156  | 150  | 779  |
| Forrás: Meteo-climat-bzh      |      |      |      |      |      |      |      |      |       |      |      |      |      |

## Történelem
Az ókorban a sziget négy fő településből állt: Krané, Palé, Proné, Szamé. Számos, a késő mükénéi kultúrából származó sírlelet a sziget korabeli virágkorát valószínűsíti (Kr. e. 1500 körül).
Korinthosz és Korfu vitája idején Korinthosz oldalára állt, majd belekényszerült a peloponnészoszi háborúba (Kr. e. 5. század). Kr. e. 225-től az aitolok szövetségese, majd Kr. e. 189-ben római kézre került.
Lakóinak a kora középkorban mindig más uralomnak kellett engedelmeskedniük, míg 1500 körül velencei fennhatóság alá nem került. 1797-ben átmenetileg a franciákhoz, majd az angol védnökség után végérvényesen Görögországhoz csatolták.
2014. januárjában 5,8-as erősségű földrengés rázta meg.

## Galéria

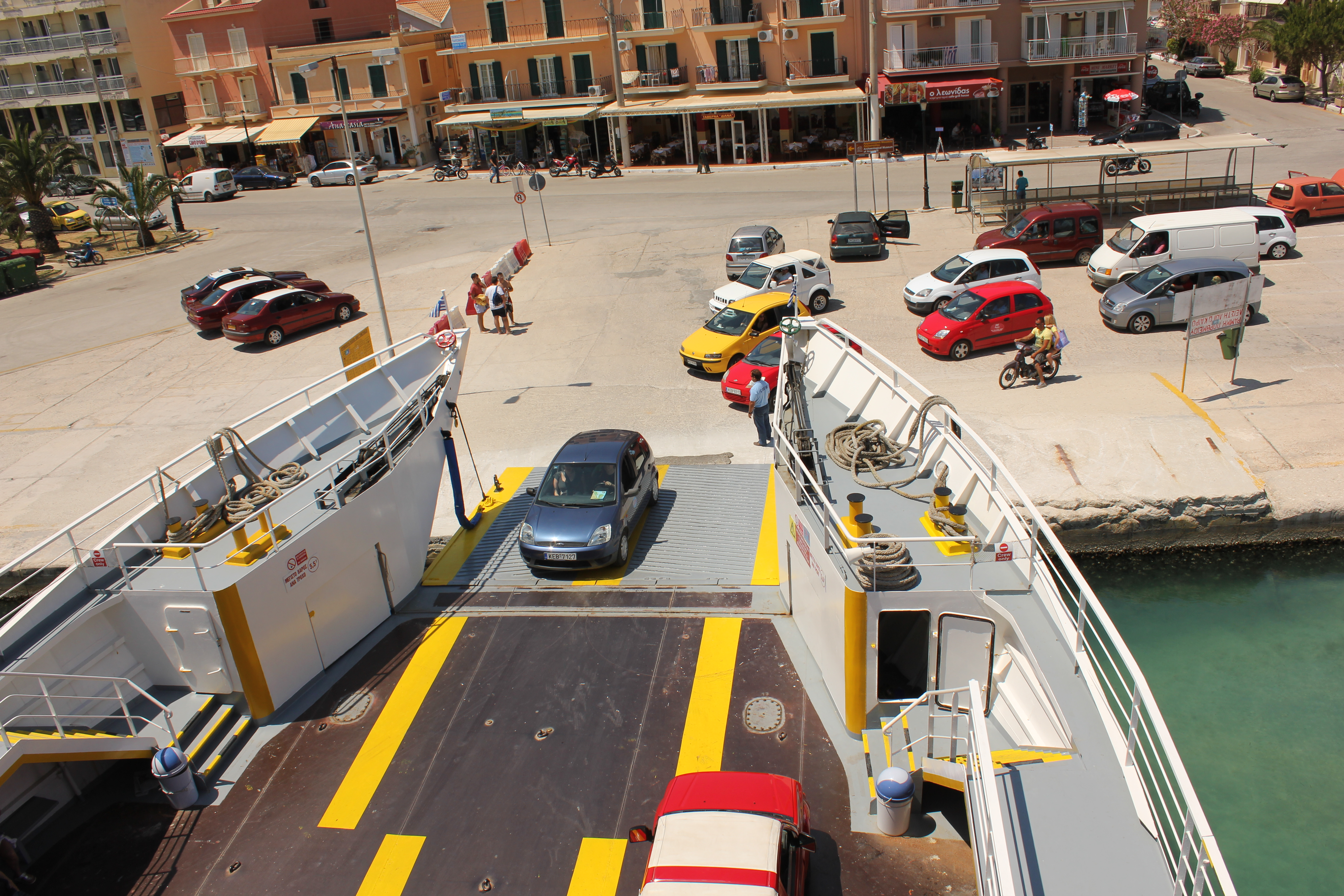
Hajókomp Lixuri és Argosztóli között
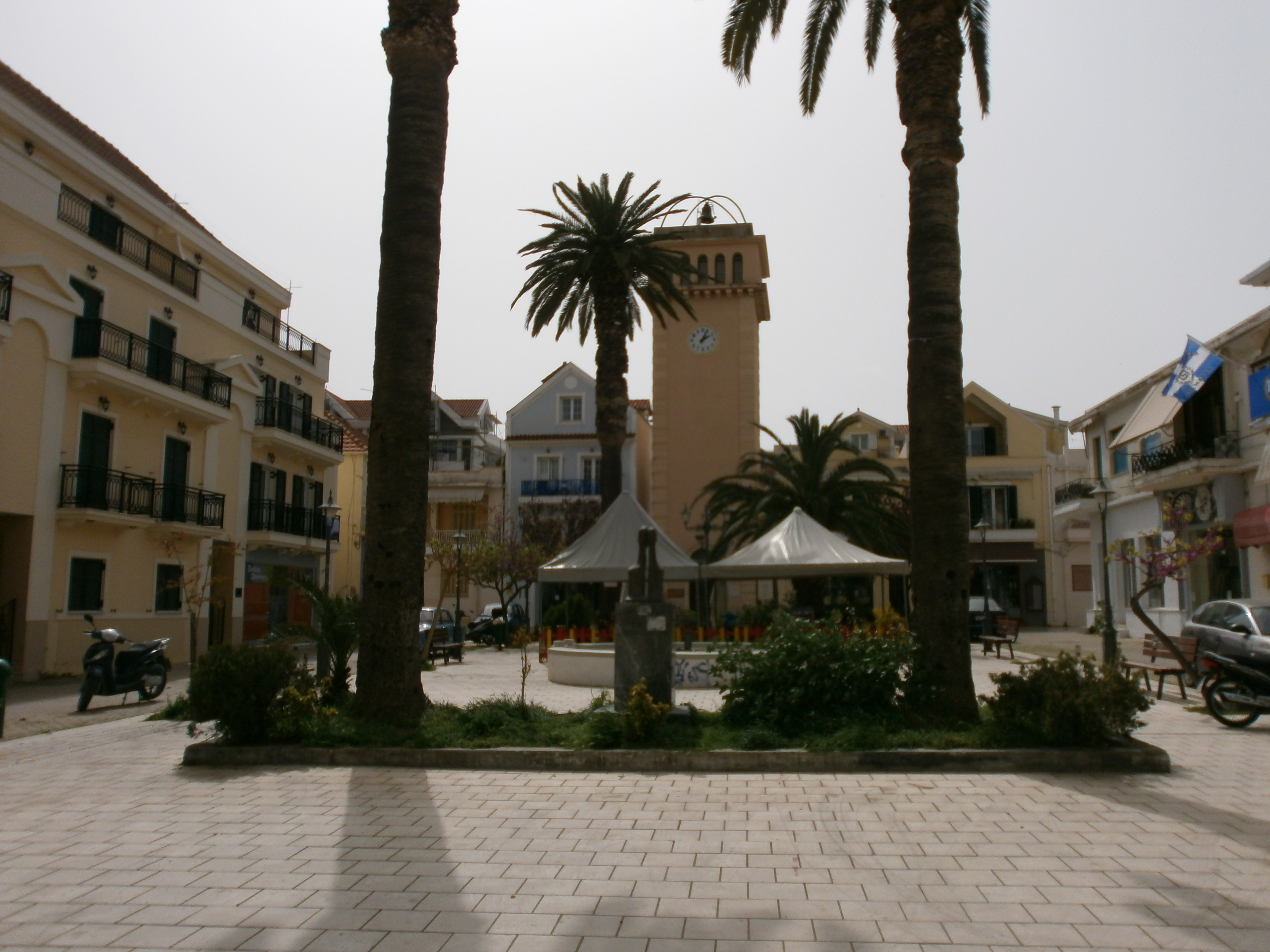
Kambana-tér, Argosztóli
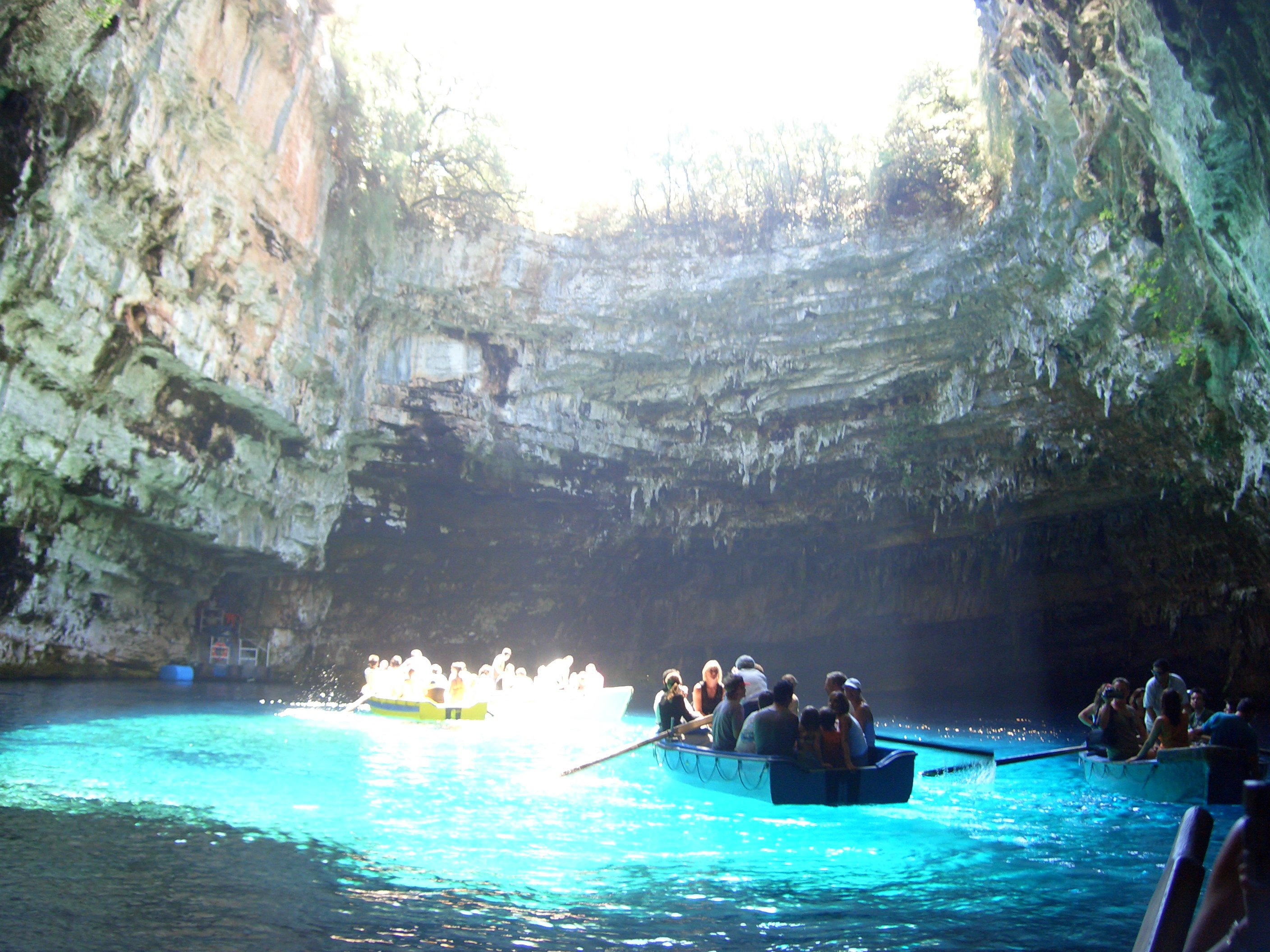
Melissani-tó
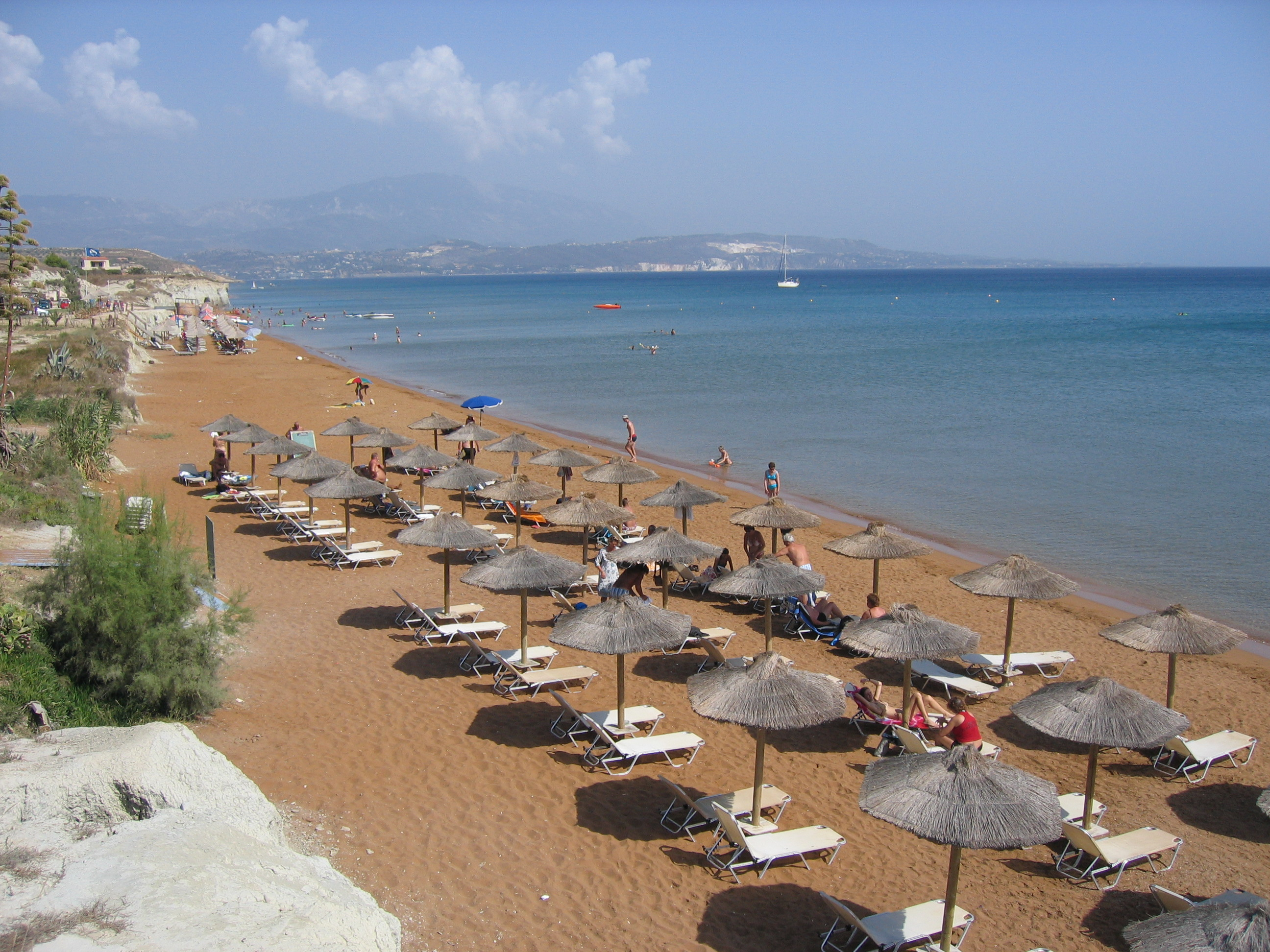
Xi-strand

## Fordítás
Ez a szócikk részben vagy egészben  a   Cephalonia című angol Wikipédia-szócikk fordításán alapul.  Az eredeti cikk szerkesztőit annak laptörténete sorolja fel. Ez a jelzés csupán a megfogalmazás eredetét és a szerzői jogokat jelzi, nem szolgál a cikkben szereplő információk forrásmegjelöléseként.